# Durga Mandir
Il Durga Mandir (in hindī दुर्गा मंदिर), conosciuto anche come Durga Kund Mandir e Tempio di Durga, è uno dei templi indù più importanti della città di Varanasi nello stato federato dell'Uttar Pradesh in India. È dedicato alla dea Kushmanda, quarta incarnazione di Durgā. Fu costruito nel XVIII secolo per volere della zamindar bengalese Rani Bhavani.
È noto anche come il Tempio delle Scimmie a causa delle numerose scimmie che vivono nei dintorni.

## Storia

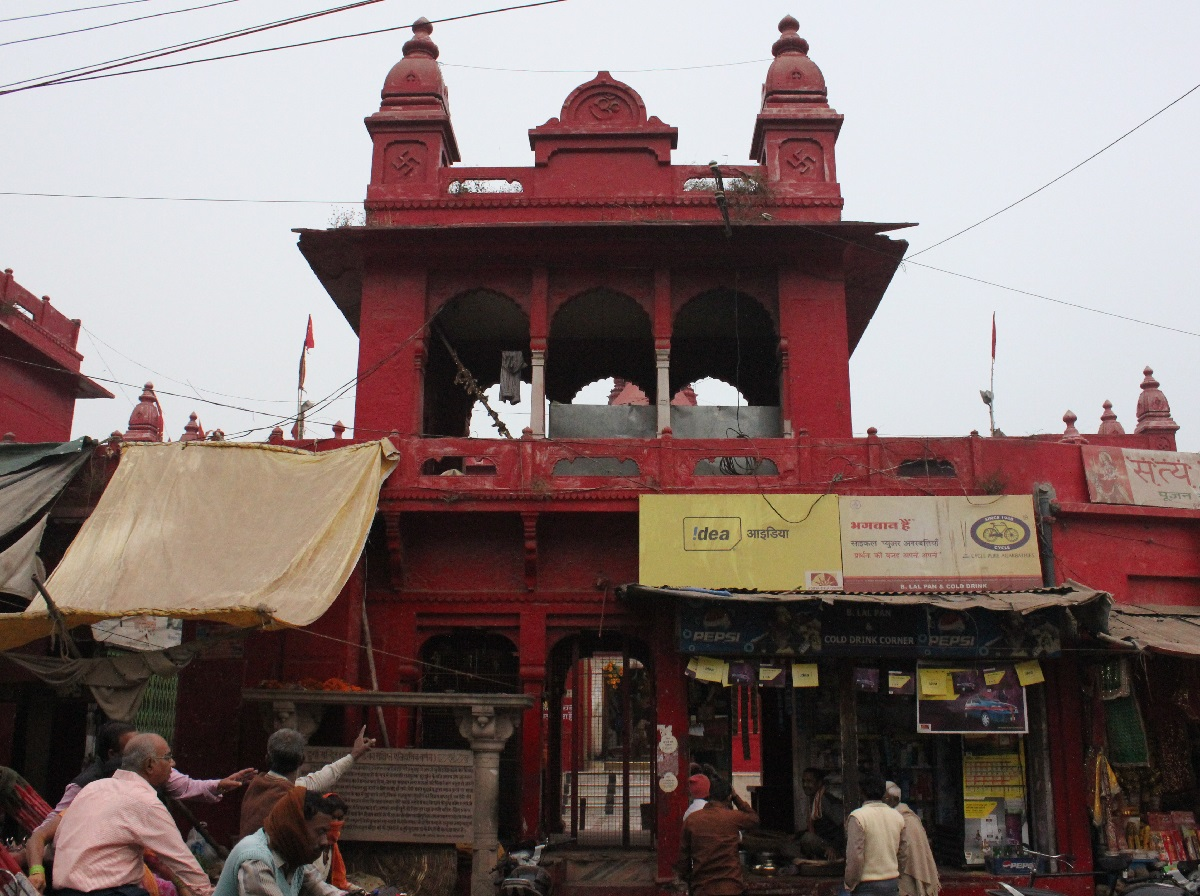
L'entrata del tempio.

Il Durga Mandir fu costruito nel XVIII secolo per volere di Rani Bhavani di Natore, la quale soleva celebrare qui la Durgā pūjā con grande fasto. La tradizione narra che l'icona della dea all'interno del tempio non fu posta lì dall'uomo ma comparve autonomamente. Sul lato destro del tempio si trova una piscina che, un tempo, era collegata col fiume Gange.

## Leggenda
Secondo la leggenda, il re di Ayodhya aveva due mogli, Manorama e Lilavathi dalle quali ebbe due figli. Sudarsana dalla prima, molto devoto alla dea Durga, e Satrijith dalla seconda.
Sasikala, figlia del re di Varanasi Subahu, si innamorò di Sudarsana. Una notte la dea Durga le apparve in sogno e le disse di sposarlo. Subahu allora indisse lo swayamvara per la figlia, al quale si presentarono sia Sundarsana che Satrijith. Quest'ultimo intimò a Sasikala di sposarlo altrimenti avrebbe ucciso lei e il padre. Subahu, preoccupato, consigliò alla figlia di accettare e sposare Satrijith. Lei rifiutò dicendo che la dea Durga li avrebbe protetti.
Subahu allora sposò la figlia e Sundarsana la notte stessa, in gran segreto. Yathajith, venuto a sapere dell'accaduto, si recò col proprio esercito a Varanasi per uccidere Sundarsana. Non appena la battaglia ebbe inizio la dea Durga apparve in cielo e uccise Satrijith. L'esercito, impaurito scappò e Sundarsana fu vincitore. Venuto a sapere dell'accaduto, Subahu divenne un acceso devoto della dea la quale ne fu molto felice e chiese al re di donarle qualcosa. Re Subahu le costruì il tempio e glielo dedicò. Durga promise di rimanere a Varanasi e di proteggerla.

## Festività

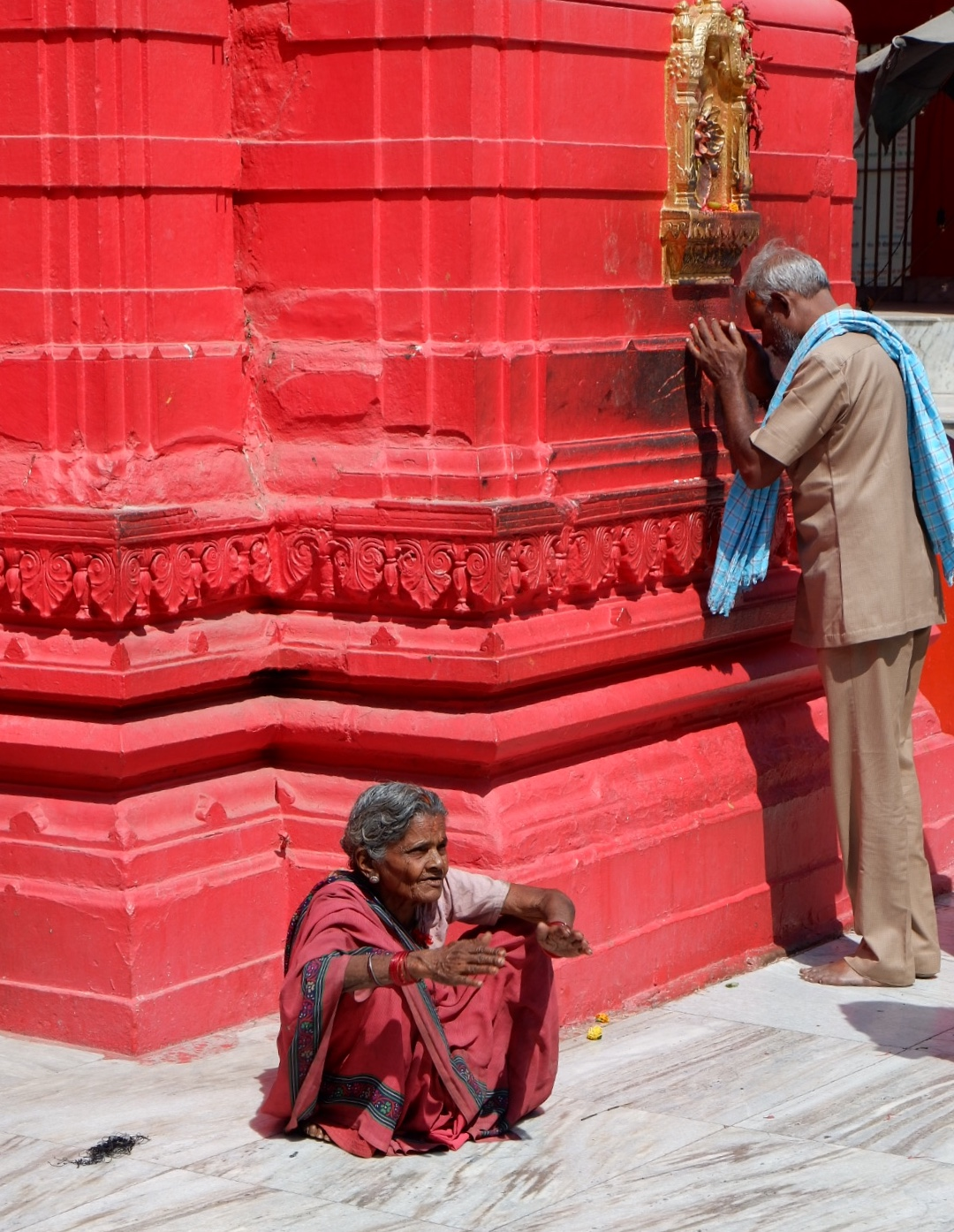
Devoti che pregano all'interno del Durga Mandir, 2019.

Il tempio è particolarmente frequentato durante i nove giorni di Navaratri (in Uttar Pradesh questo festival viene assimilato alla Durgā pūjā), quando i devoti vengono a rendere omaggio alla dea. Si stima che durante questa festività il tempio sia frequentato da circa 20 000 - 25 000 persone. Secondo la tradizione, durante Navaratri la dea Vindhyavasini, altra manifestazione di Durga, abbandona temporaneamente la propria dimora presso il tempio di Vindhyachal e si trasferisce qui. Durante la festività, i fedeli indù fanno il bagno nella vicina piscina e pregano la dea affinché rimuova tutti i peccati e conceda loro lunga vita.

## Architettura
Il tempio rappresenta un esempio di stile nagara. Colorato interamente di rosso in onore della dea Durga è decorato interamente da numerose pietre intagliate. La sommità del sancta sanctorum è costituito da piccoli sikhara uniti assieme. È l'unico tempio in India ad avere la forma di un icosagono.
I turisti non indù possono accedere al tempio, ma non al sancta sanctorum.